# Voie mésolimbique
La voie mésolimbique, parfois appelée voie de la récompense, est une voie dopaminergique dans le cerveau. La voie relie l'aire tegmentale ventrale du mésencéphale au striatum ventral des noyaux gris centraux du prosencéphale. Le striatum ventral comprend à la fois le noyau accumbens et le tubercule olfactif,.
La libération de dopamine de la voie mésolimbique dans le noyau accumbens régule la saillance des incitations (par exemple, la motivation et le désir de stimuli gratifiants) et facilite le renforcement et l'apprentissage des fonctions motrices liées à la récompense,, ; elle peut également jouer un rôle dans la perception subjective du plaisir,.
Des troubles de la régulation de la voie mésolimbique et de ses neurones de sortie dans le noyau accumbens jouent un rôle important dans le développement et le maintien d'une dépendance,,,.

## Étymologie
Le préfixe méso dans le mot mésolimbique fait référence au cerveau moyen, puisque méso signifie moyen en grec.

## Anatomie

La voie mésolimbique et son positionnement par rapport aux autres voies dopaminergiques.

La voie mésolimbique est un ensemble de neurones dopaminergiques (c'est-à-dire libérant de la dopamine) qui se projettent de l'aire tegmentale ventrale (ATV) vers le striatum ventral, qui comprend le noyau accumbens (NAcc) et le tubercule olfactif. C'est l'une des voies composantes du faisceau médial du prosencéphale, qui est un ensemble de voies neuronales qui assurent la stimulation cérébrale et la récompense.
L'ATV est située dans le mésencéphale et se compose de neurones dopaminergiques, GABAergiques et glutamatergiques. Les neurones dopaminergiques de cette région reçoivent des stimuli provenant à la fois des neurones cholinergiques du noyau pédonculopontin et du noyau tegmental latérodorsal ainsi que des neurones glutamatergiques d'autres régions telles que le cortex préfrontal. Le noyau accumbens et le tubercule olfactif sont situés dans le striatum ventral et sont principalement composés de neurones épineux moyens,,. Le noyau accumbens est subdivisé en sous-régions limbiques et motrices appelées coque NAcc et noyau NAcc.[11] Les neurones épineux moyens du noyau accumbens reçoivent des informations provenant à la fois des neurones dopaminergiques de l'aire tegmentale ventrale et des neurones glutamatergiques de l'hippocampe, de l'amygdale et du cortex préfrontal médian. Lorsqu'ils sont activés par ces informations, les projections des neurones épineux moyens libèrent du GABA sur le pallidum ventral.

## Fonction
La voie mésolimbique est impliquée dans la cognition motivationnelle. Elle régule la saillance des incitations, la motivation, l'apprentissage par renforcement et la peur, entre autres processus cognitifs,,.
La stimulation de l'aire tegmentaire ventrale produit une libération de dopamine dans le noyau accumbens.
L'épuisement de la dopamine dans cette voie, ou des lésions à son site d'origine, diminuent la mesure dans laquelle un animal est prêt à aller pour obtenir une récompense (par exemple, le nombre de pressions sur le levier pour l'administration intraveineuse de nicotine chez les rats ou le temps passé à chercher de la nourriture). Les médicaments dopaminergiques sont également capables d'augmenter la mesure dans laquelle un animal est prêt à aller pour obtenir une récompense. De plus, le taux de déclenchement des neurones dans la voie mésolimbique augmente pendant l'anticipation de la récompense, ce qui peut expliquer le besoin impérieux. La libération de dopamine mésolimbique était autrefois considérée comme le principal médiateur du plaisir, mais on pense maintenant qu'elle n'a qu'un rôle mineur ou secondaire dans la perception du plaisir,.
Plusieurs études ont établi un lien entre les propriétés renforçantes de l'activation du système mésolimbique et la dépendance à plusieurs drogues. Les drogues, telles que les amphétamines, la cocaïne, la nicotine, les opiacés naturels et de synthèse (fentanyl, etc. ) ainsi que l'alcool, produisent des augmentations rapides et importantes du taux de dopamine dans le circuit de la récompense.